# Synelasma anolius
Synelasma anolius là một loài bọ cánh cứng trong họ Cerambycidae.